# Задняя ушная артерия
Задняя ушная артерия — мелкая артерия, берущая начало от наружной сонной артерии над двубрюшой и шилоподъязычной мышцами, напротив верхушки шиловидного отростка.
Данная артерия направляется в заднем направлении, проходя под околоушной слюнной железой, вдоль шиловидного отростка, затем между хрящом уха и сосцевидным отростком височной кости по боковой стороне головы. Задняя ушная артерия кровоснабжает скальп, располагающийся позади уха, и ушную раковину. Её ветвь проникает также в барабанную полость через foramen stylomastoideum.

## Additional images

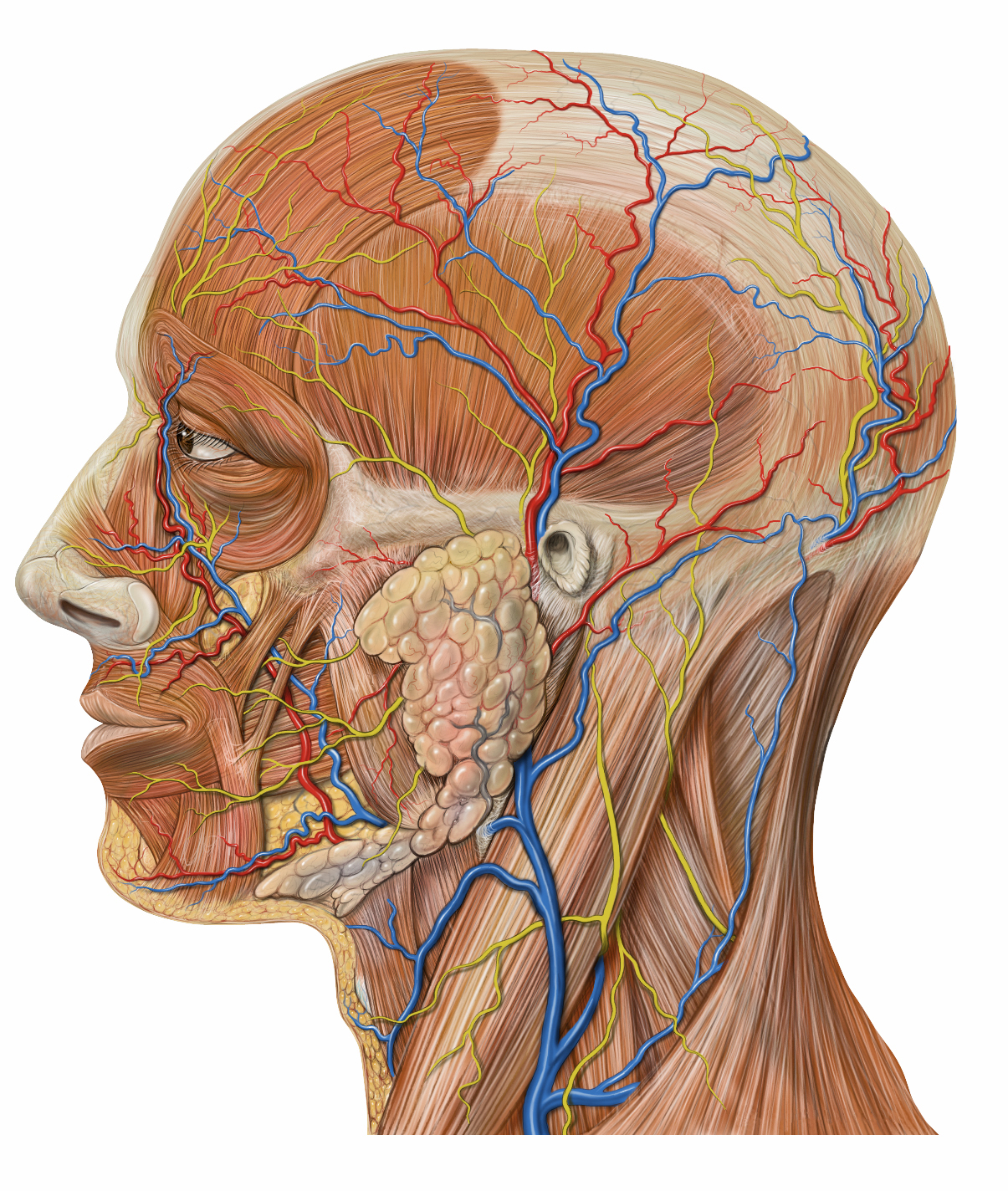
Анатомия головы